# Frank Junior Adjei
Frank Junior Adjei, né le 20 mars 2004 au Ghana, est un footballeur ghanéen. Il évolue au poste d'avant-centre au Hammarby IF.

## Biographie

### En club
Né au Ghana, Frank Junior Adjei est formé par le club local du Bibiani Gold Stars FC. Le 4 juillet 2022 il rejoint la Suède afin de s'engager en faveur de l'IFK Värnamo,.
Adjei fait sa première apparition avec l'IFK Värnamo le 30 août 2022, lors d'une rencontre de coupe de Suède contre GAIS. Il entre en jeu et son équipe est battue après prolongations par trois buts à un.
Il joue son premier match dans l'Allsvenskan, l'élite du football suédois, le 8 juillet 2023, face au Djurgårdens IF. Il entre en jeu à la place de Victor Larsson et son équipe s'impose (1-2 score final).
Le 1er septembre 2023, Adjei prolonge son contrat avec l'IFK Värnamo, étant désormais lié au club jusqu'en décembre 2026.